# Habemus Papam: mamy papieża
Habemus Papam: mamy papieża (oryg. Habemus Papam) – włosko-francuski komediodramat z 2011 roku w reżyserii Nanniego Morettiego.

## Fabuła
Nowo wybrany papież uświadamia sobie, że nie chce i nie potrafi pełnić obowiązków, które właśnie przyjął. Do Watykanu zostaje więc sprowadzony psychoanalityk.

## Obsada
- Michel Piccoli – papież
- Nanni Moretti – psychiatra
- Jerzy Stuhr – Marcin Rajski, rzecznik prasowy Watykanu
- Renato Scarpa – kardynał Gregori
- Franco Graziosi(inne języki) – kardynał Bollati
- Margherita Buy – psychoanalityczka

## Produkcja
Zdjęcia kręcono w Rzymie.